# Nilautama tricornis
Nilautama tricornis är en insektsart som beskrevs av Melichar. Nilautama tricornis ingår i släktet Nilautama och familjen hornstritar. Inga underarter finns listade i Catalogue of Life.